# Adolphe Appia
Adolphe Appia (Genebra, 1 de setembro de 1862 — Nyon, 29 de fevereiro de 1928) filho do co-fundador da Cruz Vermelha Louis Appia, foi um arquiteto e teórico suíço da iluminação e decoração cênica.

## Teorias
O princípio central que sustenta grande parte do trabalho de Appia é que a unidade artística é a função primária do diretor e do designer. Appia sustentava que a pintura cenográfica bidimensional e a dinâmica performática que ela criava eram a principal causa da desunião da produção em seu tempo. Ele defendeu três elementos como fundamentais para a criação de uma mise-en-scène unificada e eficaz:
1. Movimentos dinâmicos e tridimensionais por atores;
2. cenário perpendicular;
3. usando a profundidade e a dinâmica horizontal do espaço de performance.[2]

Appia viu a luz, o espaço e o corpo humano como mercadorias maleáveis que deveriam ser integradas para criar uma mise-en-scène unificada. Ele defendia a sincronicidade de som, luz e movimento em suas produções de óperas de Wagner e tentava integrar o corpo de atores com os ritmos e humores da música. Em última análise, no entanto, Appia considerou a luz como o elemento primário que fundiu todos os aspectos de uma produção e ele consistentemente tentou unificar elementos musicais e de movimento do texto e pontuar para os aspectos mais místicos e simbólicos da luz. Ele muitas vezes tentou fazer com que atores, cantores e dançarinos começassem com um gesto ou movimento simbólico forte e terminassem com outra pose ou gesto simbólico forte. Em suas produções, a luz estava sempre mudando, manipulada de momento a momento, de ação a ação. Em última análise, Appia procurou unificar o movimento do palco e o uso do espaço, o ritmo do palco e a mise-en-scène.
Appia foi um dos primeiros designers a entender o potencial da iluminação de palco para fazer mais do que meramente iluminar atores e cenários pintados. Suas ideias sobre a encenação do "drama palavra-tom", juntamente com suas próprias encenações de Tristão und Isolda (Milão, 1923) e partes do Anel (Basilea, 1924-1925) influenciaram encenações posteriores, especialmente as da segunda metade do século XX.
Para Appia e para suas produções, a mise-en-scène e a totalidade ou unidade da experiência da performance era primordial e ele acreditava que esses elementos impulsionavam o movimento e iniciavam a ação mais do que qualquer outra coisa (Johnston, 1972). Os projetos e teorias de Appia inspiraram muitos outros criadores de teatro, como Edward Gordon Craig, Jacques Copeau e Wieland Wagner.

## Trabalhos
- L'œuvre d'art vivant. 1921
- La mise en scéne du théatre Wagnerien. Paris, 1895
- Música et mise en scéne, 1897